# Teoria de l'escopos
La Teoria de l'escopos (alemany: Skopostheorie) és un concepte del camp dels estudis de traducció. Skopos és una paraula grega que significa ‘propòsit’ i es va introduir a la teoria de la traducció el 1970, per part de Hans J. Vermeer, com a terme tècnic fent referència al propòsit d'una traducció i de l'acció traductora, que determinen els mètodes i les estratègies de traducció que s'utilitzen per produir un resultat funcionalment adequat.

## Normes
L'any 1984 Vermeer y Reiß van presentar una sèrie de normes de la teoria:
1. Cada translatum (o text d'arribada) té un skopos.
2. Un text d'arribada és una oferta d'informació des d'una cultura origen.
3. Un procés de traducció no és normalment reversible; un text pot tenir moltes traduccions.
4. Un text d'arribada ha de presentar una coherència interna.
5. Un text d'arribada ha de ser coherent d'alguna forma amb el text de partida.
6. Les cinc normes anteriors tenen un ordre jeràrquic i la que predomina és la del skopos.

La norma de la coherència (4) implica que el text d'arribada s'ha de redactar de manera que resulti coherent amb la situació del receptor del text d'arribada. La norma de fidelitat (5) simplement sosté que ha d'haver-hi algun nivell de coherència entre el text d'arribada i el text de partida. Tot i això, l'ordre jeràrquic de les normes significa que la coherència inter-textual és de menor importància que la intra-textual, que al mateix temps està subordinada a la del skopos. Un dels avantatges de la teoria del skopos és que reconeix la possibilitat que el mateix text es pugui traduir de diferents maneres d'acord amb el propòsit del text d'arribada.

## Funcionalisme
Una acció aspira a aconseguir un objectiu i, amb ell, aconseguir transformar una situació ja donada; la seva motivació consisteix que es valora més la finalitat que la situació existent. La teoria del skopos sorgeix del corrent funcionalista de la traducció. Segons aquesta teoria, tota traducció esta subjecta a una finalitat (skopos), que ha de complir el text en la llengua d'arribada. Per això, s'analitzen una sèrie de factors que s'han de tenir en compte a l'hora de traduir. Entre aquests factors, preval el factor de la funció del text i l'encàrrec de traducció.
Vermeer considera que tota activitat humana persegueix un fi, una meta, un skopos, i la traducció, com a activitat humana que és, ha de centrar-se a aconseguir aquest propòsit. Reiss i Vermeer opinen que la finalitat és el principi dominant de tota traducció. A més, s'utilitzen els conceptes de ‘finalitat, objectiu, funció i skopos’ com sinònims.
Parafrasejant Nord, podem afirmar que "La teoria de l'escopos considera que la traducció és una activitat amb un objectiu o propòsit de cara al receptor previst de la traducció. Traduir implica produir un text meta en el context meta per a un propòsit meta i uns receptors meta, en unes condicions meta. Segons aquesta teoria, l'estatus del text original és menor que en la concepció de les teories orientades a l'equivalència."
Segons Kussmaul, "l'enfocament funcional té molt en comú amb la teoria de l'escopos. La funció d'una traducció depèn del coneixement, les expectatives, els valors i les normes del públic meta, que també obren sota la influència de la seva situació i context cultural. Aquests factors determinen si la funció del text original es pot mantenir, i fins a quin punt, o si s'han de modificar."